# سراج الدين الغزنوي
قاضي القضاة سراج الدين الغَزْنَوي الهندي (704هـ - 773هـ = 1304م - 1372م) هو فقيه من كبار علماء الأحناف في زمانه.

## اسمه
هو: عمر بن إسحاق بن أحمد بن محمد بن إسحاق بن أحمد بن محمود، قاضي القضاة سراج الدين، أبو حفص الغزنوي الهندي الحنفي.

## مولده وحياته
ولد سنة 704هـ أو 705هـ وقيل: 714هـ. ثم قدم إلى القاهرة قبل سنة 740هـ، و تنزّل في دروس الحنفية، وعرف بين فقهائها، وشهرت فضيلته، فاستنابه قاضي القضاة جمال الدين عبد اللّه بن علي التّركماني فحكم عنه بالقاهرة عدّة سنين، ثم صرفه في سنة تسع وخمسين بإشارة الشّيخ قطب الدين هرماس، فتباعد ما بينه وبين الهرماس إلى أن اتفق سفره إلى مكة صُحبة المعتمرين الرّجبية في سنة ستين، فاتصل السّراج الهندي بالملك الناصر فرج على يد الشيخ شمس الدين محمد ابن النّقّاش، واختص به. ثم خُلِعَ عليه في يوم الخميس ثالث عشر ربيع الآخر سنة خمس وستين، واستقرّ قاضي العسكر رفيقا لقاضي العسكر الشافعي، وهو أول من ولي ذلك من الحنفية. ثم طلب وخلع عليه في يوم الخميس حادي عشري شعبان سنة تسع وستين واستقر في قضاء القضاة الحنفية بعد وفاة جمال الدين التّركماني مع ما بيده من إفتاء دار العدل، واستقر عوضه في قضاء العسكر صدر الدين أحمد ابن جمال الدين التّركماني، ثم درّس بالجامع الطولوني بعد موت زين الدين البسطامي.

## شيوخه
تفقه ببلاده على الإمام وجيه الدين الرازي، وعلى ركن الدين البداوتي، وسراج الدين الثقفي. وسمع الحديث على أحمد بن منصور الجوهري، وغيره. وسمع بمكة على حصر شيخ رباط السدرة. وأفتى، واشتغل.

## مؤلفاته
- شرح عقيدة الطحاوي.
- وصنّف كتاب «الشامل» في الفقه.

كتاب شرح عقيدة الإمام الطحاوي.

- وكتاب «التوشيح شرح الهداية» ضمّنه اختلاف الفقهاء.
- وشرح «الهداية» أيضا شرحاً اقتصر فيه على المناظرة فقط‍‌ ونصرة مذهبه.
- وشرح كتاب «البديع» في أصول الفقه
- وله كتاب «الغرّة المنيفة في ترجيح مذهب أبي حنيفة».
- وكتاب «شرح المغني» في أصول الفقه في مجلدين كبيرين.
- وكتاب «شرح الزّيادات».
- وكتاب «شرح الجامع الكبير».
- وكتاب «اللوامع في شرح الجامع الصغير».
- وكتاب «فقه الخلاف».
- وكتاب في التصوف.
- وشرح تائية ابن الفارض، وكان يجلّه وينكر على من يغض منه، وعزّز الشّهاب أحمد بن أبي حجلة من أجل وقيعته في ابن الفارض.

## مكانته العلمية
- قال عنه ابن الغزي في ديوان الإسلام: «السراج الهندي: عمر بن إسحاق بن أحمد الإمام الحبر الفقيه العلامة قاضي القضاة سراج الدين الغزنوي ثم القاهري، له مؤلفات منها: شرح الهداية، وشرح البديع وشرح تائية ابن الفارض. توفي سنة 773».[6]
- قال عنه محمد صديق حسن خان القنوجي في أبجد العلوم: «قاضي الحنفية بالقاهرة. تفقه ببلاده على: الوجيه الرازي، والسراج الثقفي، والزين البدواني، وغيرهم من علماء الهند؛ وحج، وظهرت فضائله، له وجاهة في كل دولة، واسع العلم، كثير المهابة، وكان يتعصب للصوفية الموحدة، وعزر ابن أبي حجلة، لكلامه في ابن الفارض. مات في الليلة التي مات فيها البهاء السبكي، وهي: السابع من رجب، سنة 773؛ وكان يكتب بخطه: مولدي سنة 704».[7]
- قال عنه إسماعيل باشا البغدادي في هدية العارفين: «السراج الهندي: عمر بن إسحاق بن احمد الغزنوي سراج الدين أبو حفص الهندي ثم المصري الفقيه الحنفي ولد سنة 704 وتوفي بمصر سنة 773 ثلاث وسبعين وسبعمائة. له من التصانيف تفسير القرآن. التوشيح في شرح الهداية للمرغيناني. زبد الأحكام في اختلاف المذاهب الأربعة الأعلام. الشامل في الفروع. شرح تائية ابن الفارض. شرح الزيادات للشيباني. شرح العقائد للطحاوي. شرح المختار للموصلي في الفروع. شرح المنار للنسفي في الأصول. شرح نهاية الوصول إلى علم الأصول لابن الساعاتي. عدة الناسك في المناسك. الغرة المنيفة في ترجيح مذهب أبي حنيفة. فتاوى كاشف معاني البديع وبيان مشكلة المنيع في شرح البديع لابن الساعاتي. اللوامع شرح جمع الجوامع. لوانح الأنوار في الرد على من أنكر على العارفين ولطائف الأسرار. المنير الزاهر من الفيض الباهر من شرح المغنى للخبازي في الأصول مجلد».[8]
- ترجم له تقي الدين المقريزي ترجمة وافية في كتابه (درر العقود الفريدة في تراجم الأعيان المفيدة) فقال ما ملخصه: «...وقد أجازني و كتب لي خطّه برواية جميع ما يصح له روايته من مسموعاته ومؤلّفاته وسمّاها، وذلك في جمادى سنة إحدى وسبعين وسبع مائة في استدعاء. وكان فقيهاً معدوداً من أئمة الحنفية، بارعاً في عدّة علوم تصدّى للإفتاء والتّدريس عدة سنين... وكان في لسانه عجمة يصيّر العين ياء. وكان ريّض الخلق، متواضعاً، بشوش الوجه، مجتهداً في قضاء حوائج من يقصده، كثير النّفع لهم، ويبالغ في المكافأة على الخدمة».[3]

## وفاته
مات في ليلة الخميس سابع رجب سنة 773هـ بالقاهرة، وقيل: 770هـ.